# 明志娟
明志娟（1975年10月6日—），韓國女演員。姓名常被音譯為明志妍。

## 簡歷
1997年以本名明順美出道，同年演出電影《路障》受到矚目。2001年在電影《天下笨賊》中首次擔任女主角，但票房不盡理想。2002年起改以藝名明志娟進行演藝活動。之後她開始活躍於小螢幕，在電視劇中飾演配角角色。
她與MBC電視劇導演金興東合作無間，自2010年代起多次參演金興東執導的日日劇，如《全都是泡菜》、《偉大的糟糠之妻》、《好人》、《前世的冤家們》等。

## 演出作品

### 電視劇
- 1997年：KBS《有隻青鳥（朝鲜语：파랑새는 있다 (1997년 드라마)）》飾演 自己
- 2003年：台視《戀香》飾演 許美貞
- 2005年：KBS《Drama City（朝鲜语：KBS 드라마시티）—那村子發生了什麽事》飾演 英美
- 2006年：OCN《Coma（朝鲜语：코마 (2006년 드라마)）》飾演 姜秀珍
- 2008年：KBS《強敵們》飾演 楊熙順
- 2008年：OCN《不要追究過去》飾演 崔美英
- 2009年：KBS《IRIS》飾演 洪秀珍
- 2010年：SBS《Oh! My Lady》飾演 朴英珠
- 2010年：SBS《雅典娜：戰爭女神》飾演 洪秀珍（特別演出）
- 2014年：MBC《全都是泡菜》飾演 林秀珍
- 2015年：MBC《偉大的糟糠之妻》飾演 方世莉
- 2016年：MBC《好人》飾演 尹貞華
- 2017年：MBC《前世的冤家們》飾演 趙慧恩
- 2018年：JTBC《Misty》
- 2018年：SBS《訓南正音》
- 2019年：JTBC《美麗的世界》飾演 權智慧
- 2019年：MBC《全都是孔多利》飾演 陳美恩
- 2024年：MBC《親切的善珠》飾演 裴娜拉（第42集加入）

### 電影
- 1997年：《路障（朝鲜语：바리케이드 (1997년 영화)）》飾演 Bhutto
- 1998年：《美麗的時節（朝鲜语：아름다운 시절 (1998년 영화)）》飾演 英淑
- 1998年：《衣櫃》
- 1999年：《審判（朝鲜语：심판 (1999년 영화)）》
- 2000年：《真相（朝鲜语：실제상황）》飾演 花店女主人
- 2001年：《天下笨賊（朝鲜语：휴머니스트）》飾演 羅莎修女
- 2002年：《凶房（朝鲜语：하얀 방）》飾演 趙有實／安仁美
- 2004年：《賊婆百分百（朝鲜语：그녀를 믿지 마세요）》飾演 花淑
- 2010年：《IRIS: The Movie（朝鲜语：아이리스: 더 무비）》飾演 洪秀珍

## 外部連結
- 明志娟在NAVER上的资料
- 明志娟在Daum上的资料
- 明志娟在互联网电影资料库（IMDb）上的資料（英文）